# Утринна поща (Хасково)
 Тази статия е за хасковския ежедневник.  За други издания с това име вижте Утринна поща.  
„Утринна поща“е независим информационен ежедневник, издаван в град Хасково в периода от 21 юли 1927 до 9 септември 1944 г. Издание е на акционерно дружество „Чикаго“ – печатница в Хасково.
През първата си година вестникът е под името „Утринна хасковска поща“. Негови основатели са: редактор Коста Хр. Кузев, който е директор – стопанин и отговорен редактор, Тома Измирлиев (от бр. 1473 участва само в редактирането на Веселата страница до бр. 417 от 16 ноември 1935) и Делчо Пандов (до бр. 2997), съредактор Делчо Василев (по-късно заместник редактор и редактор – уредник); от бр. 218 до бр. 2105 главен редактор Делчо Тодоров.
От 10 бр. се обединява с в. „Хасковско слово“, а от 258 бр. променя името си на в. „Утринна поща“.
В периода 1927 г. – 1936 г. към в. „Утринна поща“ се печата и приложение с отделна номерация на броевете под името „Весела страница“.

## По-значими броеве
- 849 бр. – посветен на 700 години от боя при Клокотница
- 1625 бр. – специален брой за Васил Радулчев
- 2215 бр. – посветен на бойния празник на родопци
- 2335 бр. – посветен на Тома Измирлиев по случай 40 дни от смъртта му
- 3004 бр. – посветен на Васил Левски по случай 70 годишнината от смъртта му
- 3057 бр. – посветен на Васил Левски
- 3071 бр. – посветен на Христо Ботев